# Father and Son (1929)
Father and Son is een Amerikaanse dramafilm uit 1929, onder regie van Erle C. Kentonz met in de hoofdrollen Jack Holt, Dorothy Revier en Mickey McBan. Destijds werd de film in het Nederlands uitgebracht onder de titels Vader en zoon en De avonturierster. Een kopie van de film is bewaard gebleven in het Koninklijk Belgisch Filmarchief.

## Verhaal
Weduwnaar Frank Fields is een rijke zakenman die naar Europa reist en zijn zoon Jimmy achterlaat onder de hoede van zijn buurvrouw Miss White. In Parijs ontmoet hij de fascinerende Grace Moore en wordt verliefd op haar. Hij weet echter niet dat zij een beruchte avonturierster is. Bovendien is ze samen met Anton Lebau, die door de autoriteiten gezocht wordt. Wanneer Lebau bezwaar maakt tegen haar relatie met Fields, verklikt ze hem aan de politie.
Terug thuis krijgt Jimmy een intense hekel aan zijn nieuwe stiefmoeder, die op haar beurt opzettelijk probeert om de relatie tussen vader en zoon te verzuren. Ze vernietigt een brief voor Fields van Lebau, en wanneer Fields de gedeeltelijk verbrande envelop in Jimmy's postzegelalbum vindt en hem berispt, loop de jongen van huis weg.
Ondertussen ontdekt Fields de ware aard van zijn vrouw en ze krijgen ruzie. Wanneer Jimmy thuiskomt om zijn bezittingen op te halen en Lebau vermoord wordt in de bibliotheek, denken Jimmy en zijn vader allebei dat de ander de misdaad heeft gepleegd.

## Rolverdeling
| Acteur          | Personage    |
| --------------- | ------------ |
| Jack Holt       | Frank Fields |
| Dorothy Revier  | Grace Moore  |
| Mickey McBan    | Jimmy Fields |
| Helene Chadwick | Miss White   |
| Wheeler Oakman  | Anton Lebau  |

## Trivia
- De film is een zogenaamde "part-talkie", waar de dialogen deels gesproken worden en deels op tussentitels verschijnen. Uit een toenmalige recensie in The New York Times blijkt dat de gesproken tekst niet altijd even verstaanbaar was.[4]